# Antarktische Platte

Übersicht Lithosphärenplatten

Die Antarktische Platte ist eine der größten Kontinentalplatten (bzw. tektonischen Platten) der Erde. Sie besteht zum überwiegenden Teil aus kontinentalem (also granithaltigem, „leichten“) Erdkrustengestein, weist aber auch einen kleinen Anteil schwerer ozeanischer (basalthaltiger) Kruste auf.

## Lage und Abgrenzung
Die Antarktische Platte erstreckt sich unter dem gesamten antarktischen Kontinent und dem ihn umgebenden Südlichen Ozean (Südpolarmeer) und reicht teilweise bis in die südlichen Bereiche des Pazifischen und Indischen Ozeans. Sie nimmt die gesamte Südseite unseres Planeten ein. Die Antarktische Platte grenzt im Norden (im Uhrzeigersinn) an die Südamerikanische Platte, die Afrikanische Platte, die Australische Platte, die Pazifische Platte und an die Nazcaplatte. Möglicherweise existieren in den Übergangszonen zu den großen Nachbarplatten einige weitere kleinere Platten; ihre Existenz ist aber noch nicht zweifelsfrei geklärt.

## Tektonische Aktivität
Die Antarktische Platte bewegt sich im Zuge der Plattentektonik mit einer absoluten Geschwindigkeit von etwa 2 cm pro Jahr. Da sich alle anderen tektonischen Platten der Erde ebenfalls in ständiger Bewegung befinden, ist ihre relative Geschwindigkeit in der Regel geringer; sie beträgt, z. B. bezogen auf die Pazifische Platte, gut einen Zentimeter pro Jahr. Allerdings ist dies nur ein genereller Mittelwert; vereinzelt können an den Plattengrenzen auch wesentlich größere jährliche Bewegungen vorkommen, da die Bewegung der Antarktischen Platte – und aller anderen – aufgrund der Kugelform der Erde keine lineare, sondern eher eine rotierende ist.
Die Antarktische Platte weist im Gegensatz zu vielen anderen großen Kontinentalplatten ausschließlich unterseeische Grenzen zu ihren Nachbarplatten auf. Auf weiten Abschnitten, am stärksten an den Übergängen zur Pazifischen und zur Australischen Platte, tritt das Phänomen des Sea-Floor-Spreading auf.